# Receptor hormonal
Un receptor hormonal es una molécula proteica  receptora, que se une específicamente a una hormona circulante. Los receptores de células son una amplia familia de huesos compuesta por receptores para: las hormonas tiroideas y esteroides, los retinoides y la vitamina D, y otros receptores para diversos ligandos, como los ácidos grasos y las prostaglandinas. 

Hay dos clases principales de receptores hormonales. Los receptores de las hormonas peptídicas suelen ser receptores de la superficie celular incorporados a la membrana plasmática de las células, por lo que se denominan receptores transmembrana. Un ejemplo de ello es la insulina.

Los receptores de las hormonas esteroides suelen encontrarse dentro del citoplasma y se denominan receptores intracelulares o nucleares, como los de la testosterona.

Tras la unión de la hormona, el receptor puede iniciar múltiples vías de señalización, que en última instancia conducen a cambios en el comportamiento de las células diana.

La terapia hormonal y los receptores hormonales desempeñan un papel muy importante en el tratamiento del cáncer (la terapia no se limita sólo al cáncer de mama). Al influir sobre las hormonas, se puede modificar el crecimiento de las células y su función. Estas hormonas pueden hacer que el cáncer no sobreviva en el cuerpo humano.

## Unión del ligando
Las proteínas de los receptores hormonales se unen a una hormona como resultado de una acumulación de interacciones débiles. Debido al tamaño relativamente grande de las enzimas y los receptores, la gran cantidad de superficie proporciona la base para que se produzcan estas interacciones débiles. Esta unión es en realidad muy específica debido a la complementariedad de estas interacciones entre residuos polares, no polares, cargados, neutros, hidrofílicos o hidrofóbicos. 
 
Al unirse, el receptor suele sufrir un cambio de conformación y puede unirse a otros ligandos de señalización para activar una vía de señalización. Debido a estas interacciones altamente específicas y de gran afinidad entre las hormonas y sus receptores, concentraciones muy bajas de hormonas pueden producir una respuesta celular significativa. Los receptores pueden tener varias estructuras diferentes según la función de la hormona y la estructura de su ligando. Por lo tanto, la unión de la hormona a su receptor es un proceso complejo que puede estar mediado por una unión cooperativa, interacciones reversibles e irreversibles y múltiples sitios de unión. 

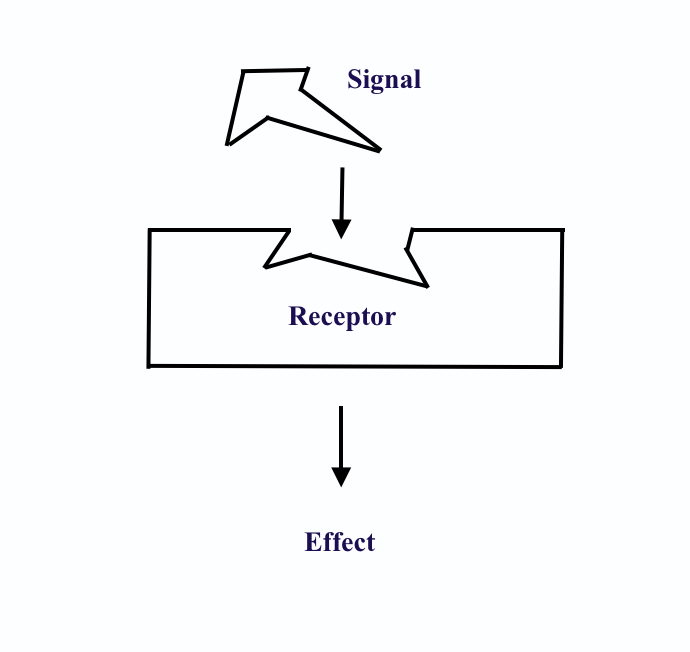
La molécula de señal se une a su receptor hormonal, induciendo un cambio conformacional en el receptor para iniciar una cascada de señalización que induce una respuesta celular.

## Funciones

### Transmisión de la señal
La presencia de la hormona o de varias hormonas permite una respuesta en el receptor, que inicia una cascada de señalización. El receptor hormonal interactúa con diferentes moléculas para inducir una serie de cambios, como el aumento o la disminución de las fuentes de nutrientes, el crecimiento y otras funciones metabólicas.Estas vías de señalización son mecanismos complejos mediados por bucles de retroalimentación en los que diferentes señales activan e inhiben otras. Si una vía de señalización termina con el aumento de la producción de un nutriente, ese nutriente es entonces una señal de vuelta al receptor que actúa como un inhibidor competitivo para evitar una mayor producción. Las vías de señalización regulan las células mediante la activación o inactivación de la expresión genética, el transporte de metabolitos y el control de la actividad enzimática para gestionar el crecimiento y las funciones del metabolismo.

#### Intracelular (receptores nucleares)
Los receptores intracelulares y nucleares son una forma directa de que la célula responda a cambios y señales internas. Los receptores intracelulares son activados por ligandos hidrofóbicos que atraviesan la membrana celular. Todos los receptores nucleares tienen una estructura muy similar y se describen con una actividad transcripcional intrínseca. La transcripción intrínseca implica los tres dominios siguientes: activación de la transcripción, unión al ADN y unión al ligando. Estos dominios y ligandos son hidrofóbicos y son capaces de atravesar la membrana. El movimiento de macromoléculas y moléculas de ligando en la célula permite un complejo sistema de transporte de transferencias de señales intracelulares a través de diferentes entornos celulares hasta que se habilita la respuesta. Los receptores nucleares son una clase especial de receptores intracelulares que ayudan específicamente a las necesidades de la célula para expresar ciertos genes. Los receptores nucleares suelen unirse directamente al ADN dirigiéndose a secuencias de ADN específicas para expresar o reprimir la transcripción de genes cercanos.

#### Receptores transmembrana
El entorno extracelular es capaz de inducir cambios dentro de la célula. El entorno extracelular es capaz de inducir cambios dentro de la célula. Esta interacción permite que el receptor de la hormona produzca segundos mensajeros dentro de la célula para ayudar a la respuesta. Los segundos mensajeros también pueden ser enviados para interactuar con los receptores intracelulares con el fin de entrar en el complejo sistema de transporte de señales que finalmente cambia la función celular.Los receptores de membrana acoplados a proteínas G (RAPG) son una clase importante de receptores transmembrana. Las características de las proteínas G incluyen la unión de GDP/GTP, la hidrólisis de GTP y el intercambio de nucleótidos de guanosina. Cuando un ligando se une a un RAPG, el receptor cambia de conformación, lo que hace que los bucles intracelulares entre los diferentes dominios de membrana del receptor interactúen con las proteínas G. Esta interacción provoca el intercambio de GDP por GTP, lo que desencadena cambios estructurales en la subunidad alfa de la proteína G. Los cambios interrumpen la interacción de la subunidad alfa con el complejo beta-gamma y que da lugar a una única subunidad alfa con GTP unido y un dímero beta-gamma. El monómero GTP-alfa interactúa con una variedad de objetivos celulares. El dímero beta-gama también puede estimular enzimas dentro de las células, por ejemplo, la adenilato ciclasa, pero no tiene tantos objetivos como el complejo GTP-alfa.

### Ayuda a la expresión génica
Los receptores hormonales pueden comportarse como factores de transcripción al interactuar directamente con el ADN o al cruzarse con las vías de señalización. Este proceso está mediado por los correguladores. En ausencia de ligando, las moléculas receptoras se unen a los corepresores para reprimir la expresión génica, compactando la cromatina a través de la histona desacetilatasa. Cuando un ligando está presente, los receptores nucleares sufren un cambio conformacional para reclutar varios coactivadores. Estas moléculas actúan para remodelar la cromatina. Los receptores hormonales tienen motivos muy específicos que pueden interactuar con los complejos coreguladores. Este es el mecanismo a través del cual los receptores pueden inducir la regulación de la expresión génica en función tanto del entorno extracelular como de la composición celular inmediata. Las hormonas esteroides y su regulación mediante receptores son las interacciones moleculares más potentes en la ayuda a la expresión de los genes.Los problemas de unión de los receptores nucleares como consecuencia de la escasez de ligando o de receptores pueden tener efectos drásticos en la célula. La dependencia del ligando es la parte más importante para poder regular la expresión de los genes, por lo que la ausencia del ligando es drástica para este proceso. Por ejemplo, la deficiencia de estrógenos es una de las causas de la osteoporosis y la incapacidad de sufrir una cascada de señales adecuada impide el crecimiento y el fortalecimiento de los huesos. Las deficiencias en las vías mediadas por los receptores nucleares desempeñan un papel clave en el desarrollo de enfermedades, como la osteoporosis.

## Clasificación

### Receptores de hormonas hidrosolubles
Entre las hormonas hidrosolubles se encuentran las glicoproteínas, las catecolaminas y las hormonas peptídicas compuestas por polipéptidos, por ejemplo, la hormona estimulante de la tiroides, la hormona estimulante del folículo, la hormona luteinizante y la insulina. Estas moléculas no son liposolubles y, por tanto, no pueden difundirse a través de las membranas celulares. En consecuencia, los receptores de las hormonas peptídicas se localizan en la membrana plasmática porque se han unido a una proteína receptora situada en la membrana plasmática.Las hormonas hidrosolubles proceden de los aminoácidos y se localizan y almacenan en las células endocrinas hasta que son realmente necesarias.Los dos principales tipos de receptores hormonales transmembrana son los receptores acoplados a proteínas G y los receptores ligados a enzimas. Estos receptores suelen funcionar a través de segundos mensajeros intracelulares, como el AMP cíclico (cAMP), el GMP cíclico (cGMP), el inositol 1,4,5-trifosfato (IP3) y el sistema calcio (Ca2+)-calmodulina.

### Receptores de hormonas liposolubles
Los receptores de hormonas esteroides y los receptores relacionados son generalmente proteínas solubles que funcionan mediante la activación de genes. Las hormonas liposolubles se dirigen a secuencias específicas de ADN al difundirse en la célula. Cuando se han difundido en la célula, se unen a los receptores (intracelulares) y migran al núcleo. Sus elementos de respuesta son secuencias de ADN (promotores) que se unen al complejo del esteroide unido a su receptor.  Los propios receptores son proteínas con dedos de zinc.  Entre estos receptores se encuentran los de los glucocorticoides (receptores de glucocorticoides), los de los estrógenos (receptores de estrógenos), los de los andrógenos (receptores de andrógenos), los de la hormona tiroidea (T3) (receptores de hormonas tiroideas), los del calcitriol (la forma activa de la vitamina D) (receptores de calcitriol) y los de los retinoides (vitamina A) (receptores de retinoides). Las interacciones receptor-proteína inducen la captación y destrucción de sus respectivas hormonas para regular su concentración en el organismo. Esto es especialmente importante en el caso de las hormonas esteroideas, ya que muchos sistemas corporales son totalmente dependientes de los esteroides. 

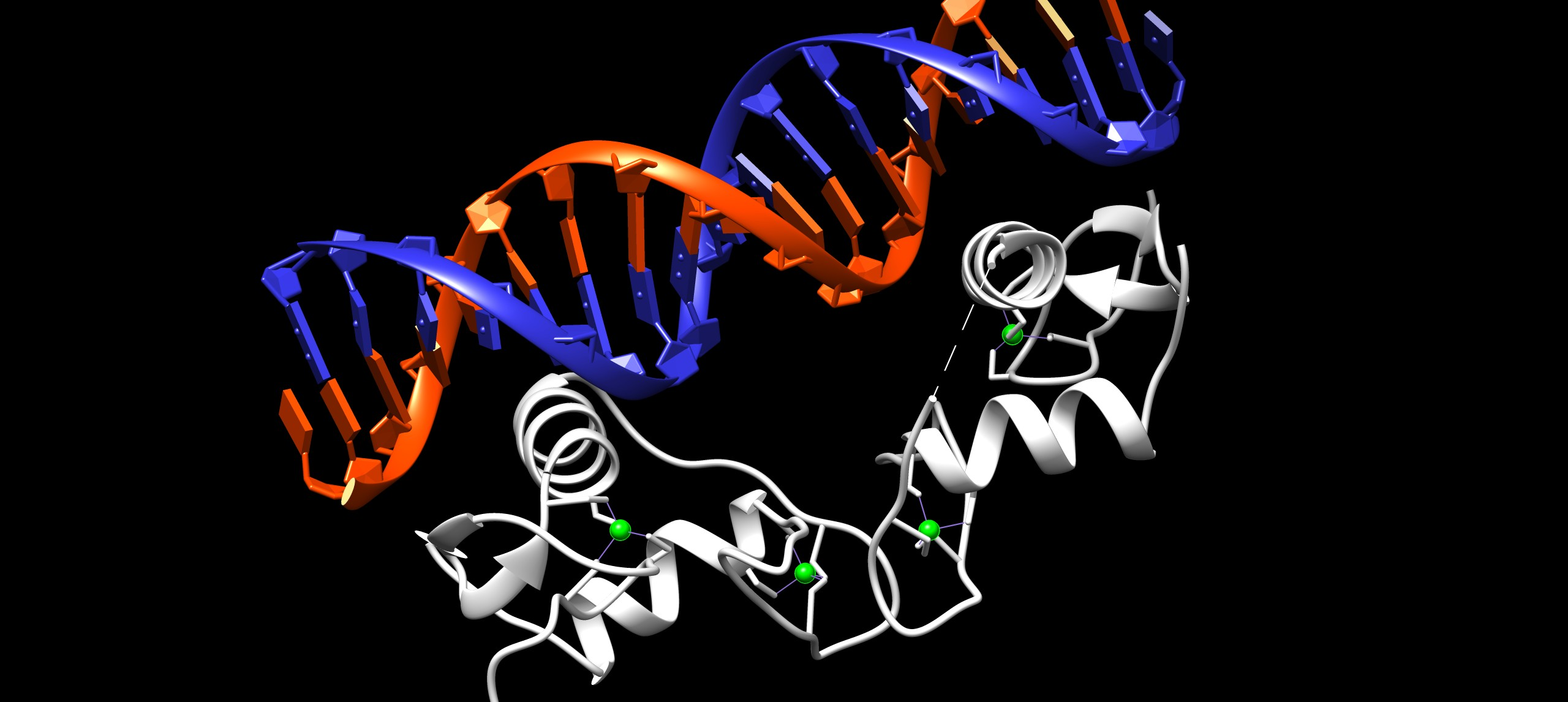
Representación en dibujos animados del receptor de estrógenos de la hormona humana DBD. ADN = naranja y azul. DBD del receptor estrogénico = blanco. Átomos de zinc = verde.

## Lista de receptores hormonales
Para algunas de estas clases, en cualquier especie (como, por ejemplo, el ser humano), hay una única molécula codificada por un solo gen; en otros casos, hay varias moléculas de la clase.
- Receptor de andrógenos
- Receptor de calcitriol
- Receptor 1 de hormona liberadora de corticotropina
- Receptor 2 de hormona liberadora de corticotropina
- Receptor de hormona folículo-estimulante
- Receptor de glucagón
- Receptor de gonadotropina
- Receptor de hormona liberadora de gonadotropina
- Receptor de hormona del crecimiento humano
- Receptor de insulina
- Hormona luteinizante
- Receptor de progesterona
- Receptor retinoide
- Receptor de somatostatina
- Receptor de hormona tiroidea
- Receptor de tirotropina